# San Venerando
Venerando d'Évreux, (in francese Vénérand d'Évreux (Troyes, ... – Acquigny, 275), è stato un militare romano che si convertì al cristianesimo e venne ucciso per l'adesione alla fede cristiana.
È patrono di Grotte Santo Stefano, frazione di Viterbo, da quando su richiesta degli abitanti, il vescovo di Bagnoregio affidò loro le ossa venerande (cioè da venerare e da qui il nome Venerando) del martire, che fino ad allora erano state conservate presso le catacombe di San Callisto a Roma.
San Venerando è raffigurato in un dipinto con la stemma della Famiglia Golini - "Domus Golini", in una scena con la Madre di Dio e San Luigi Gonzaga, all'interno della Parrocchia di Santo Stefano, a Grotte Santo Stefano.
Il dipinto lo rappresenta con gli abiti da centurione romano, con in mano la palma del martirio. Nella stessa chiesa, vengono conservate le sue ossa, riposte dentro un'urna in legno, donata nel 1710 da don Angelo Golini di Vitorchiano.